# Nils Allègre
Nils Allègre (Briançon, 2 gennaio 1994) è uno sciatore alpino francese.

## Biografia

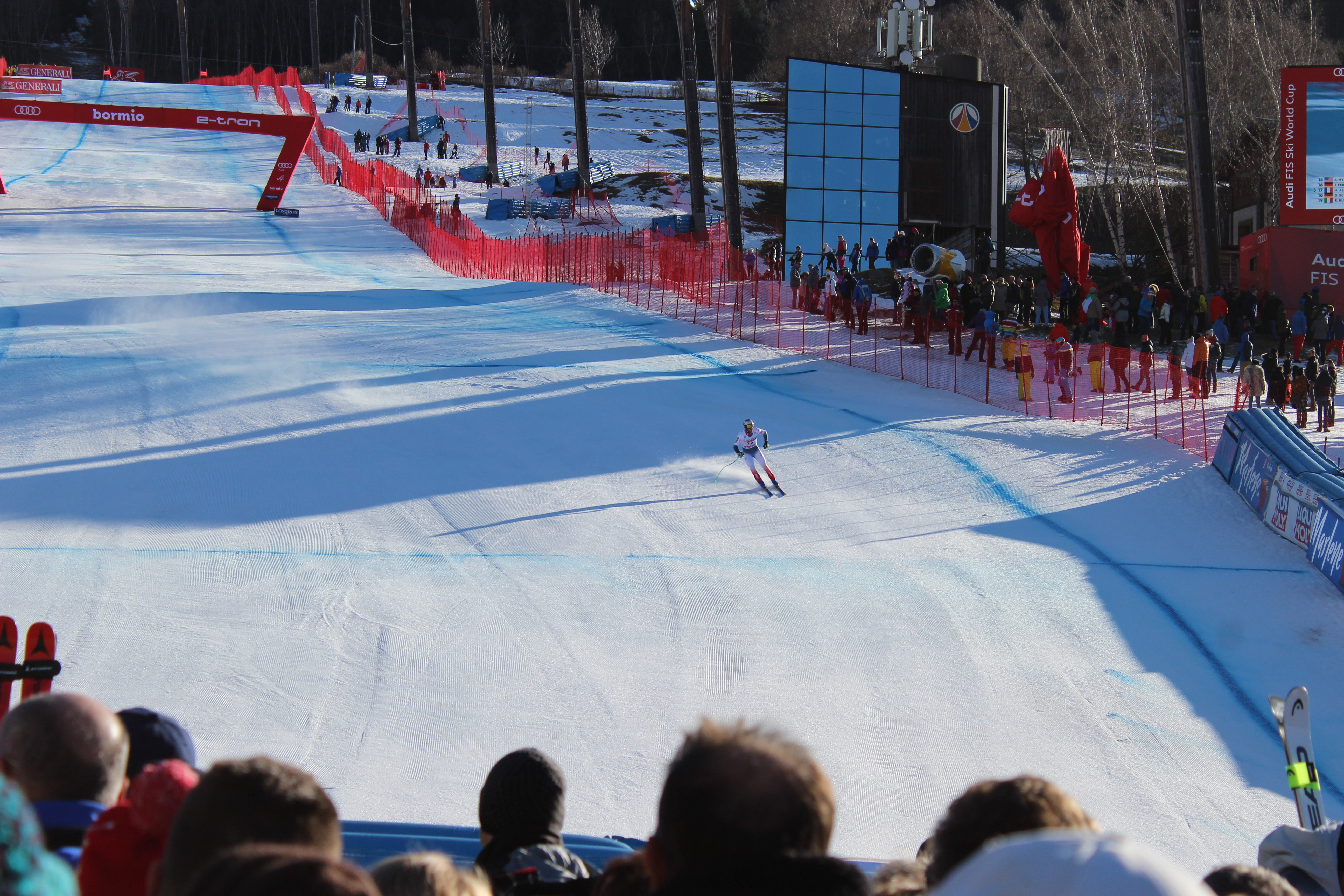
Nils Allègre all'arrivo della Pista Stelvio di Bormio nel 2019.

Attivo in gare FIS dal dicembre del 2009, Allègre ha esordito in Coppa Europa il 22 dicembre 2011 a Madonna di Campiglio in slalom speciale e in Coppa del Mondo il 26 ottobre 2014 a Sölden in slalom gigante, in entrambi i casi senza completare la prova. Ha colto il suo primo podio in Coppa Europa il 23 febbraio 2018 a Sarentino in supergigante (3º) e ha debuttato ai Campionati mondiali a Åre 2019, dove è stato 14º nel supergigante; nella successiva rassegna iridata di Cortina d'Ampezzo 2021 si è classificato 7º nella discesa libera, 21º nel supergigante e non ha completato la combinata. Ai XXIV Giochi olimpici invernali di Pechino 2022, sua prima presenza olimpica, si è classificato 26º nel supergigante e ai Mondiali di Courchevel/Méribel 2023 si è piazzato 21º sia nella discesa libera sia nel supergigante e non ha completato la combinata. Il 27 gennaio 2024 ha conquistato la sua prima vittoria (nonché primo podio) in Coppa del Mondo nel supergigante di Garmisch-Partenkirchen; ai Mondiali di Saalbach-Hinterglemm 2025 è stato 10º nella discesa libera e 17º nel supergigante.

## Palmarès

### Coppa del Mondo
- Miglior piazzamento in classifica generale: 17º nel 2024
- 1 podio (in supergigante):
  - 1 vittoria

#### Coppa del Mondo - vittorie
| Data            | Località               | Paese    | Specialità |
| --------------- | ---------------------- | -------- | ---------- |
| 27 gennaio 2024 | Garmisch-Partenkirchen | Germania | SG         |

Legenda:

SG = supergigante

### Coppa Europa
- Miglior piazzamento in classifica generale: 41º nel 2018
- 2 podi:
  - 1 secondo posto
  - 1 terzo posto

### South American Cup
- Miglior piazzamento in classifica generale: 33º nel 2019
- 1 podio:
  - 1 terzo posto

### Campionati francesi
- 8 medaglie:
  - 4 ori (supergigante, combinata nel 2018; supergigante nel 2023; discesa libera nel 2025)
  - 3 argenti (supergigante nel 2019; supergigante nel 2021; supergigante nel 2025)
  - 1 bronzo (supergigante nel 2022)